# فرس منقط

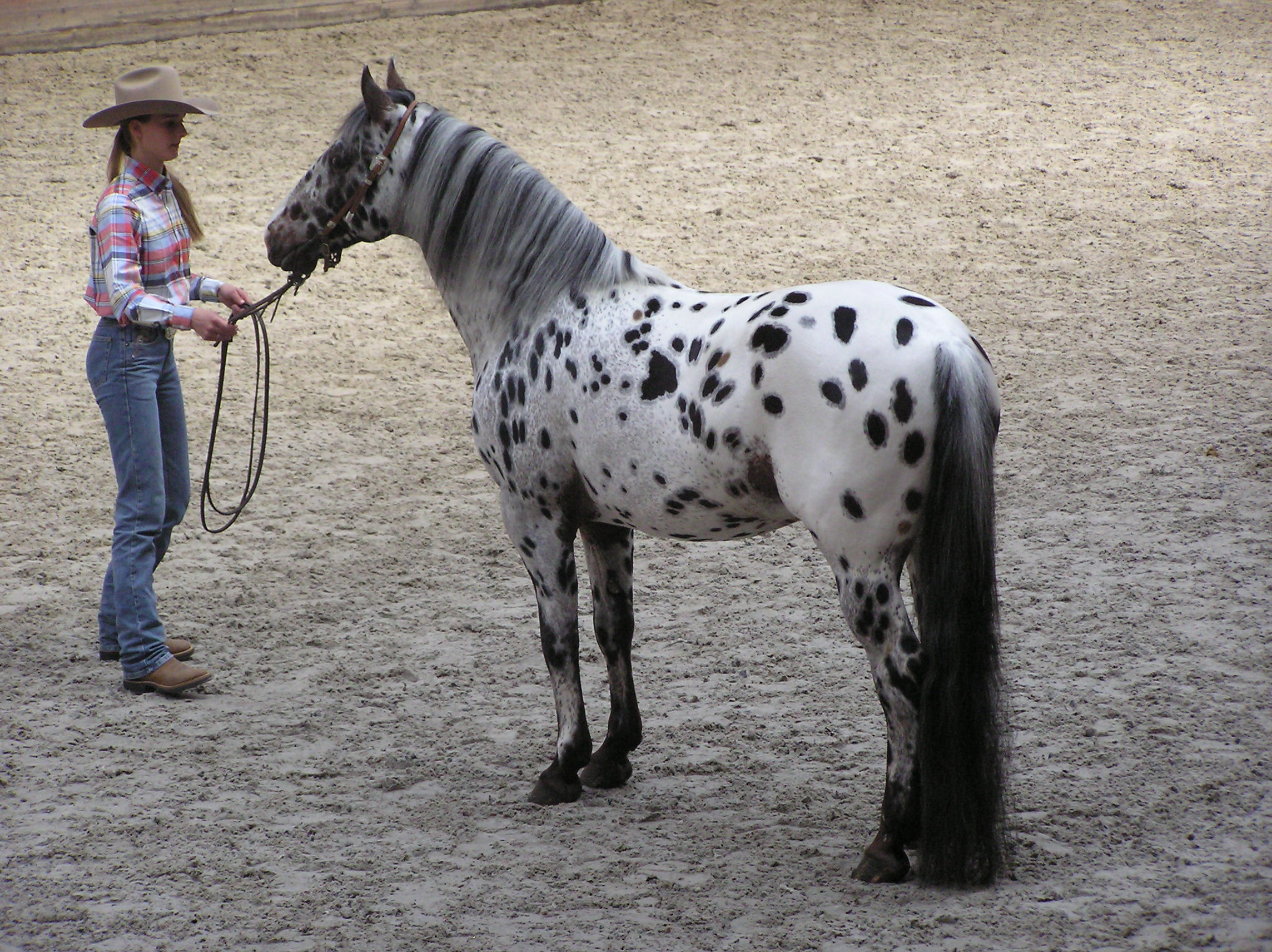
فحل منقط متغاير الزيغوت

المُنَقَّط هو لون كسوة الخيل [الإنجليزية] ينتج عن جينة أو معقد وراثي يحمل اسم "معقد التنقيط" (بالإنجليزية: Leopard complex)‏. تتنوع هذه الأنماط من الزيادات التدريجية في الشعر الأبيض المتناثر المشابه للشُّهْبَة أو الغُبْرَة إلى النقط المميزة التي تشبه نقط الكلب الدلماسي على كسوته البيضاء. تشمل الخصائص الثانوية المرتبطة بمعقد التنقيط الصلبة (بياض العين) البيضاء حول العين والحوافر المخططة والجلد المُبَقَّع. يرتبط جين معقد التنقيط أيضًا بشذوذ في العين والرؤية. ترتبط هذه الأنماط ارتباطًا وثيقًا بسلالتي أبالوزا وكنابستروبر [الإنجليزية]، على الرغم من أن وجودها في السلالات من آسيا إلى أوروبا الغربية يشير إلى أنها ترجع إلى طفرة قديمة جدًا.
لا ينبغي الخلط بين الفرس المنقط والفرس الأرقط (بالإنجليزية: Fleabitten)‏، فالفرس الأرقط له نقط سوداء صغيرة مبعثرة على كسوته.